# Lý Lập
Lý Lập (chữ Hán: 李立; bính âm: Lǐ Lì), ngoại hiệu Thôi Mệnh Phán Quan (chữ Hán: 催命判官) là một nhân vật hư cấu trong tiểu thuyết văn học cổ điển Trung Hoa Thủy Hử. Lý Lập xếp thứ 96 trong 108 vị đầu lĩnh Lương Sơn Bạc và xếp thứ 60 trong 72 vị sao Địa Sát, được sao Địa Nô Tinh (chữ Hán: 地奴星) chiếu mệnh.

## Xuất thân
Sinh ra tại Lư Châu (chữ Hán: 蘆州; nay là Hợp Phì, An Huy),  Lý Lập mắt tròn và sáng như mắt hổ, với hàm râu đỏ. Lý Lập cùng người bạn mình tên Lý Tuấn hành nghề cướp giật tại núi Yết Dương. Lý Tuấn thường giả dạng là lái đò trên sông Tầm Dương và cướp của khách khi đò giữa nơi sông nước. Lý Lập mở quán rượu dưới chân núi Yết Dương, gần bờ sông Tầm Dương và cướp của khách bằng cách bỏ thuốc mê trong rượu khách uống. Lý Tuấn, Lý Lập kết giao rất thân với anh em Đồng Uy, Đồng Mãnh tại núi Yết Dương.

## Gia nhập Lương Sơn Bạc

### Gặp gỡ Tống Giang
Khi Tống Giang phạm tội, bị đày sang Giang Châu (nay là Giang Tây), có đi qua khu núi Yết Dương cùng với hai công sai áp giải. Tại nơi đây, cả ba đã nghỉ chân ăn uống tại quán rượu của Lý Lập trước khi qua núi. Thấy Tống Giang nhiều của cải, Lý Lập đã đánh thuốc mê cả ba và đợi Lý Tuấn, Đồng Uy và Đồng Mãnh, trên đường đón làm quen Tống Giang tại chân núi Yết Dương đã vài hôm nhưng không gặp, về chuẩn bị làm thịt. May thay lúc đó, khi về đến quán rượu, Lý Tuấn nhận ra người bị đánh thuốc mê là một tội nhân với hình dáng giống Tống Công Minh. Đầy nghi ngờ, Lý Tuấn đã xem công văn và nhận ra Tống Giang, kịp chặn Lý Lập lại. Tống Giang được cứu và đã kết giao với Lý Tuấn, Lý Lập, Đồng Uy, Đồng Mãnh.
Tại Giang Châu, khi Tống Giang bị giam và xử chém vì đề phản thi ở gác Tầm Dương trong lúc say, Lý Lập đã tham gia vào trận cướp pháp trường Giang Châu, giải cứu thành công Tống Giang và Đới Tung. Sau trận này, Lý Lập cùng những người khác đã theo về và gia nhập Lương Sơn Bạc.

## Chức vụ
Khi phân định ngôi thứ ở Lương Sơn Bạc, Lý Lập xếp thứ 96 trong 108 vị đầu lĩnh Lương Sơn Bạc và xếp thứ 60 trong 72 vị sao Địa Sát, chức Dọ thám Đầu Lĩnh, quản lý tửu điểm phía Bắc.

## Sau khi chiêu an và tử trận
Sau khi nhận chiêu an, Lý Lập cùng các đầu lĩnh Lương Sơn Bạc tham gia các chiến dịch bình quân Liêu và các lực lượng khác chống đối triều đình nhà Tống.
Tại hồi 118, trong chiến dịch bình Phương Lạp, tại trận triệt phá động Thanh Khê , Lý Lập cùng Sái Phúc, Thang Long bị thương nặng, chạy chữa không khỏi và mất.
Tại hồi 119, khi ban thưởng và sắc phong các đầu lĩnh Lương Sơn Bạc sau chiến dịch bình Phương Lạp, là một trong 45 phó tướng tử trận, Lý Lập được sắc phong tước là Nghĩa Tiết Lang (義節郎).

## TrongĐãng Khấu Chí
Tại hồi 59, Ngô Dụng dùng kế đoạt lại Đầu Quan, nào ngờ Từ Hòe đã biết trước, liền tương kế tựu kế, đưa quân triều đình vào công phá Nhị Quan. Lý Lập giao chiến với Nhậm Sâm, chưa đầy 10 hiệp đã bị bắt sống.